# Vincent van Eijck (1645-1733)
Vincent van Eijck (1645 – 28 juni 1733) was een Nederlandse schout.

## Leven en werk
Van Eijck  werd in of omstreeks 1645 geboren als zoon van de schout van Reeuwijk Adriaen Huijbertsz. van Eijck en van Grietje Vincentsdr Backer. Van 1669 tot 1676 pachtte Van Eijck voor ƒ 270 per jaar de functies baljuw, schout en secretaris van Sint Huijbertsgerecht en Noord-Waddinxveen. Van Eijck trouwde op 28 januari 1674 te Waddinxveen met Margaretha Ravesteijn. Vanaf 1672 was Van Eyck secretaris van Reeuwijk. In 1684 werd hij benoemd tot schout van Reeuwijk, als opvolger van zijn vader die dit ambt had neergelegd. In 1697 werd hij tevens benoemd tot schout en secretaris van het nabij Reeuwijk gelegen Middelburg. Ook was hij schout van Zuidwijk nabij Boskoop. Van Eijck overleed in juni 1733. Hij werd als schout van Middelburg opgevolgd door zijn kleinzoon Jan Cornelis van Eijck. Als schout van Reeuwijk werd hij opgevolgd door Daniel van Beke.
Zijn grafzerk, waarvan de wapens zijn uitgekapt, bevindt zich in de dorpskerk van Reeuwijk: "Hier leijt begraven Vincent van Eijck schout en secretaris van Reeuwijck en Middelburgh baljuw schout en secretaris van Suytwijck obiit den28 Juny ao 1733 en Margareta Ravesteijn sijn huijsvrouw obiit den 22en february ao 1702".
Hun zoon Huijbert van Eijck was in de eerste helft van de 18e eeuw een invloedrijke bestuurder van Gouda, die 21 maal werd gekozen tot burgemeester van die stad.